# كلود برونيه
كلود برونيه هو ناشط حقوق الإنسان كندي، ولد في 1940.